# 番山古墳
番山古墳（ばんやまこふん）は、大阪府高槻市上土室にある古墳。形状は帆立貝形古墳。史跡指定はされていない。

## 概要
大阪府北部の段丘上に築造された古墳である。これまでに墳丘の調査は実施されていないが、墳丘周囲で数次の発掘調査が実施されている。
墳形は前方部が短小な帆立貝形の前方後円形で、前方部を南西方に向けるが、前方部は失われており現在は円墳状を呈する。後円部（主丘部）は直径56メートル・高さ7メートルを測る。墳丘表面では円筒埴輪列のほか、形象埴輪（家形埴輪）が検出されている。また墳丘周囲には周濠が巡らされる。埋葬施設は明らかでない。築造時期は古墳時代中期の5世紀頃（5世紀中葉-後半/5世紀後半/5世紀末）と推定される。
なお墳丘の築造企画は、東方の前塚古墳（高槻市岡本町）と同一であることが知られる。また埴輪は新池埴輪製作遺跡（高槻市上土室）の生産品と推定される。

## 関連文献
（記事執筆に使用していない関連文献）
- 「番山古墳」『昭和49年度 高槻市文化財年報』高槻市教育委員会、1975年。 - リンクは奈良文化財研究所「全国遺跡報告総覧」。
- 「番山古墳」『嶋上郡衙跡他関連遺跡発掘調査概要6（高槻市文化財調査概要VI）』高槻市教育委員会、1982年。 - リンクは奈良文化財研究所「全国遺跡報告総覧」。
- 「番山古墳」『昭和56・57・58年度 高槻市文化財年報』高槻市教育委員会、1985年。 - リンクは奈良文化財研究所「全国遺跡報告総覧」。